# Carcelia longiepandriuma
Carcelia longiepandriuma là một loài ruồi trong họ Tachinidae.